# 季武嘉也
季武 嘉也（すえたけ よしや、 1954年7月 - ）は、日本の歴史学者。創価大学文学部人文学科教授。専門は日本近代政治史。

## 来歴
東京都出身。武蔵高等学校を経て、1979年、東京大学文学部国史学科卒業。1985年、同大学大学院博士課程単位取得。1998年博士（文学）の学位取得。東京大学助手を経て現職。

## 著書
- 『大正期の政治構造』（吉川弘文館） 1998年　ISBN　9784642036825、オンデマンド版 2021年　ISBN　9784642736824
- 『選挙違反の歴史 - ウラからみた日本の100年』（吉川弘文館） 2007年　ISBN　9784642056359　オンデマンド版 2018年　ISBN　	9784642756358
- 『原敬 日本政党政治の原点』（山川出版社、日本史リブレット） 2010年
- 『戦前日本の選挙と政党』吉川弘文館 2025年　ISBN　9784642039390

### 編著
- 『大正社会と改造の潮流』（吉川弘文館、日本の時代史24） 2004年　ISBN　9784642008242
- 『日本近現代史』新訂 (放送大学教材) 放送大学教育振興会、2021年

### 共編著
- 『近現代日本人物史料情報辞典』1 - 4（伊藤隆共編、吉川弘文館） 2004年 - 2011年
  - 『近現代日本人物史料情報辞典』1　2004　ISBN　9784642013413
  - 『近現代日本人物史料情報辞典』2  2005  ISBN　9784642013468
  - 『近現代日本人物史料情報辞典』3　2007　ISBN　9784642014472
  - 『近現代日本人物史料情報辞典』4  2011　ISBN　9784642014601
- 『日本政党史』（武田知己共編、吉川弘文館） 2011年 ISBN　9784642080491
- 『歴代内閣・首相事典　増補版』鳥海靖共編、2022年　ISBN　9784642014816